# Halopteris filicina
Halopteris filicina è un'alga bruna della famiglia delle Stypocaulaceae.